# Принцип Керкгоффза
 Принцип Керкгоффза  (англ. Kerckhoffs's principle) - правило, згідно з яким стійкість криптографічного алгоритму не має залежати від архітектури алгоритму, а має залежати тільки від ключів. Іншими словами, при оцінці надійності шифрування необхідно вважати, що супротивник знає все про систему шифрування, що використовується, крім ключів.

## Шість вимог Керкгоффза
Вимоги до криптосистеми вперше викладені в книзі Керкгоффза «Військова криптографія» (видана в 1883).
1. Система має бути такою, що не піддається розшифруванню, якщо не математично, то практично.
2. Система не повинна потребувати секретності, її потрапляння до рук супротивника не має викликати незручностей.
3. Ключ має легко передаватись і запам'ятовуватись без будь-яких записів; у кореспондентів повинна бути можливість за потребою змінювати ключ.
4. Система повинна бути придатна для застосування в телеграфному листуванні.
5. Система повинна бути портативною; для її обслуговування має вистачати однієї людини.
6. Насамкінець, необхідно, щоб система була простою у використанні, та її вживання не вимагало ані знання довгого списку правил, ані значних розумових зусиль.

Друга з цих вимог стала відома як «принцип Керкгоффза».
Також важливим уперше сформульованим принципом «Військової криптографії» є ствердження криптоаналізу як єдиного вірного засобу випробування шифрів.